# Volo Northwest Airlink 5719
Il volo Northwest Airlink 5719 era un volo passeggeri regionale dall'aeroporto Internazionale di Minneapolis-Saint Paul a International Falls, nel Minnesota, con scalo intermedio al Chisholm-Hibbing, presso Hibbing, sempre nel Minnesota. Il 1º dicembre 1993, il Jetstream 31 operante il volo entrò in collisione con un gruppo di alberi in una foresta durante l'avvicinamento a Hibbing e si schiantò contro due creste appena ad est dell'aeroporto, provocando la morte di tutti i sedici passeggeri e dei due piloti a bordo.

## Passeggeri ed equipaggio
C'erano 16 passeggeri a bordo del Jetstream 31, un bimotore turboelica prodotto dalla British Aerospace.
L'aereo era pilotato dal comandante Marvin Falitz (42) e dal primo ufficiale Chad Erickson (25). Al momento di questo volo, Erickson aveva 65 ore di esperienza di volo con questo tipo di aeromobile. Era considerato il primo della sua classe e alla sua assunzione disse di considerarlo il lavoro dei suoi sogni. Il comandante Falitz stava pilotando l'aereo al momento dell'incidente. Il suo curriculum era un po' più scadente: aveva fallito i controlli di professionalità nel 1988, 1992 e nel 1993, ma aveva superato il test più recente nel novembre dello stesso anno. Era anche un pilota istruttore, ma uno dei suoi ex allievi non lo considerava molto bravo in questo ruolo.

## L'incidente

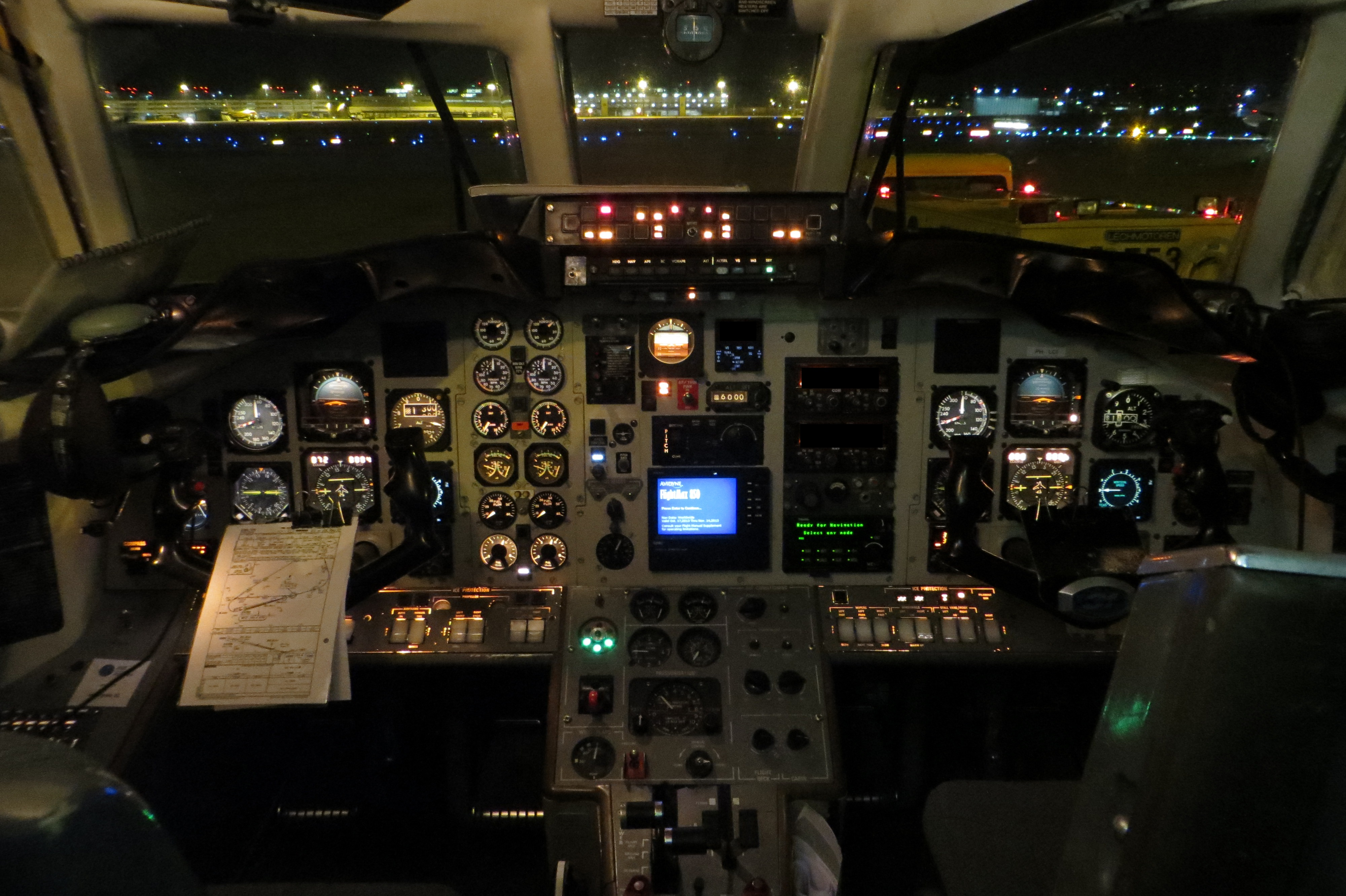
La cabina di pilotaggio di un Jetstream 31.

Il volo 5719 decollò da Minneapolis-St. Paul oltre 40 minuti dopo l'orario previsto per via di un arrivo in ritardo e per la sostituzione di alcune parti del sistema luminoso di avvicinamento all'aeroporto. L'aereo subì un altro ritardo quando lo scoprirono troppo pesante per partire, richiedendo l'allontanamento di un passeggero.
L'aereo ricevette l'autorizzazione all'atterraggio sulla pista 31 a Hibbing, ma il pilota in comando chiese invece un avvicinamento alla pista 13 per la presenza di vento in coda sulla 31, anch'essa coperta da precipitazioni. L'equipaggio avviò la procedura di avvicinamento collegandosi alle apparecchiature di misurazione della distanza (DME) di Hibbing dal sistema di navigazione VHF omnidirezionale (VOR) e intercettando il localizzatore del sistema di atterraggio strumentale a 8 000 piedi (2 400 m) MSL. Tutto questo ritardò l'inizio della discesa dell'aereo, il che significava che era necessaria una velocità di discesa elevata. Falitz optò per un tipo di avvicinamento non di precisione definito "a schiacciata", che richiedeva di rimanere in aria il più possibile per poi scendere ripidamente per evitare una zona che avrebbe facilmente causato la formazione di ghiaccio. Il velivolo scese a 2 000 piedi (610 m) al minuto ed era 1 200 piedi (370 m) sopra l'altitudine minima quando si trovò sopra la posizione di avvicinamento finale di Kinney. Il Jetstream 31 non era dotato di un sistema di allarme di prossimità al suolo già reso obbligatorio per gli aeromobili più grandi.
L'aereo continuò a scendere al di sotto dell'altitudine minima di 2 040 piedi (620 m). Colpì la cima di un albero, continuò per 634 piedi e sbatté contro un gruppo di pioppi. Alla fine, il Jetstream si scontrò contro due creste capovolto e sdraiato sul lato destro.

## Le indagini
All'inizio si pensò alla formazione di ghiaccio come possibile causa dell'incidente, successivamente esclusa dall'NTSB. La colpa venne attribuita alla perdita di consapevolezza dell'altitudine; ciò aveva comportato il mancato mantenimento dell'altitudine minima di discesa per l'avvicinamento con conseguente impatto contro gli alberi e una collina prima che l'aereo raggiungesse la pista.
Si diceva che Marvin Falitz, descritto dai suoi amici come "un uomo intelligente dalla personalità coinvolgente", avesse la reputazione di seguire le procedure aziendali e di essere meticoloso con le liste di controllo, ma tre primi ufficiali lo accusarono di essere deliberatamente brusco sui controlli di volo. Un capo pilota descrisse Falitz come competente ma incline a scatti d'ira, arrivando a sfogare la sua rabbia compiendo manovre pericolose e comportandosi in modo intimidatorio e provocatorio con i colleghi. Una volta schiaffeggiò con rabbia il copilota colpendolo con le cuffie. Questa sua difficoltà a controllare la rabbia venne notata molto in fretta dagli investigatori.
Falitz causò l'incidente in base a diversi fattori. La Northwest Airlink, alcuni mesi prima, varò una direttiva che stanziava i suoi piloti nei propri distaccamenti per tutto il paese, costringendoli a lasciare le loro città natie, come Minneapolis. Molti piloti si opposero inutilmente a questa novità, creando una spaccatura tra loro e l'Airlink. Anche Falitz la prese male. Il suo manovrare l'aereo così da spaventare i passeggeri fu visto come il suo modo per "punire la compagnia". Il giorno dell'incidente si diresse ad un check-in per prendere un "fuori servizio" e iniziare il suo turno. L'addetta controllò sulla lista per ben due volte, anche dietro insistenza del comandante, ma non trovandolo gli suggerì di chiamare i suoi superiori. Dopo aver sbottato sulla presunta inutilità della donna si allontanò. Poco prima della partenza del volo 5719, un addetto di rampa sentì il comandante sgridare duramente il copilota Erickson perché non aveva controllato come si doveva le luci esterne dell'apparecchio durante i controlli pre-volo. Ci pensò Falitz uscendo temporaneamente dal Jetstream, non prima di avvisarlo che un eventuale ritardo alla partenza sarebbe stato imputabile a lui solo.
Con queste premesse il volo Northwest Airlink 5719 partì con una fortissima tensione in cabina, con i piloti che non lavoravano efficientemente come avrebbero dovuto: Falitz rimproverava Erickson per ogni minima cosa, anche la più banale, mentre quest'ultimo era troppo intimorito per prendere anche solo l'ombra di un'iniziativa, motivo che lo indusse a rimanere zitto per buona parte del volo per non infastidire ulteriormente il suo superiore. Per colpa di questa paura, durante l'avvicinamento a schiacciata, non riferì dell'altitudine neanche una volta, portando alla morte sé stesso e tutti gli altri occupanti del velivolo.
La dichiarazione conclusiva del rapporto NTSB (NTSB/AAR-94/05) ha fornito la seguente probabile causa: "le azioni del comandante hanno portato a un'interruzione del coordinamento dell'equipaggio e alla perdita di consapevolezza dell'altitudine da parte dei piloti durante un avvicinamento non stabilizzato in condizioni meteorologiche strumentali notturne. Hanno contribuito all'incidente: l'incapacità della direzione della compagnia di affrontare adeguatamente le carenze precedentemente identificate nella gestione delle risorse di pilotaggio e dell'equipaggio del comandante, l'incapacità della compagnia di identificare e correggere una pratica diffusa e non approvata durante le procedure di avvicinamento strumentale e la supervisione inadeguata del vettore aereo da parte della Federal Aviation Administration".

## Nella cultura di massa
L'incidente è rappresentato nel primo episodio della diciassettesima stagione del programma canadese Indagini ad alta quota, intitolato Rabbia assassina.